# Prestito del Littorio
Il prestito del Littorio fu una misura finanziaria lanciata dal governo di Benito Mussolini nel 1926.

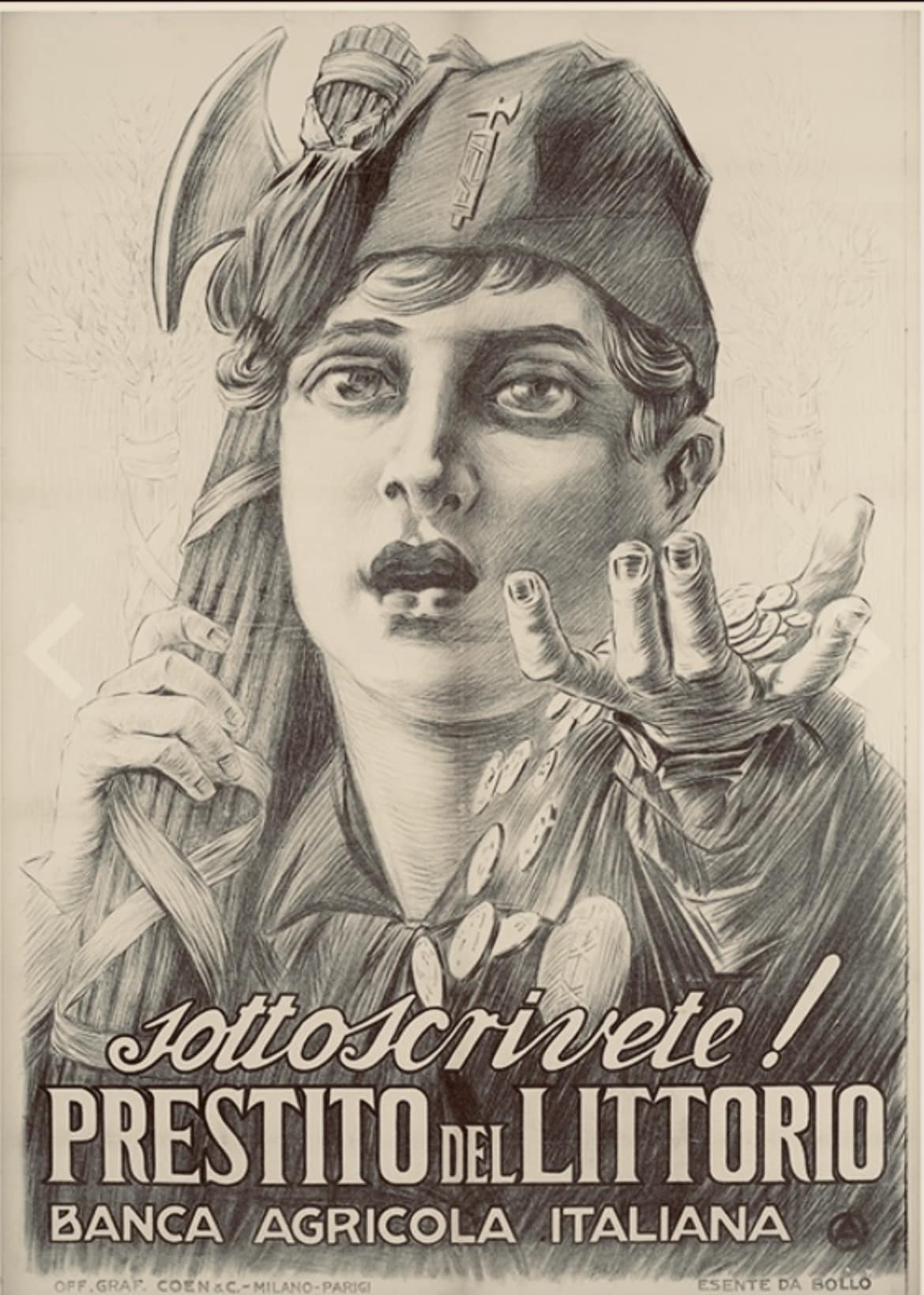
Manifesto della Banca Agricola Italiana pubblicizzante il Prestito del littorio

## L'operazione
Il prestito del Littorio venne introdotto per tentare di limitare gli effetti collaterali indesiderati provocati dalla rivalutazione della lira, che era stata ottenuta per mezzo del progetto denominato Quota 90.
La manovra venne realizzata per mezzo della trasformazione forzosa di 15 miliardi di debito pubblico a breve/medio termine (1 miliardo di debito quinquennale e 14 miliardi di debito settennale), in un debito a lungo termine, per complessivi 27,5 miliardi di lire, denominato consolidato. All'interno di quest'ultimo venne compreso anche danaro fresco di nuova raccolta.
Nell'esecuzione di questa manovra, il governo puntò in particolare sull'effetto deflattivo che sarebbe scaturito dalla sottrazione dal mercato a breve di una tale massa di danaro e valori mobiliari. La conversione ebbe carattere obbligatorio, ma venne percepita positivamente dall'opinione pubblica, come necessaria per salvare la lira.
Il rendimento venne fissato al 3,5% annuo, con restituzione del capitale alla scadenza trentennale. Per contro, il principale strumento finanziario precedente la guerra, era la Rendita Italiana (prestito irredimibile con rendimento del 5%).
L'operazione prestito del Littorio fu attuata mediante lo strumento giuridico del decreto legge.